# Monoteism
Monoteism (av grekiska monos, och teos, gud) är dyrkan av en personlig gud med förnekande av andra gudars tillvaro, till skillnad från mångguderi (polyteism) och dyrkan av en opersonlig allkraft (panteism).
Vanligtvis förutsätts att den ende guden har skapat världen. Även människan antas ha skapats av den ende guden. I flera monoteistiska religioner sägs människan ha skapats till guds avbild. Här skiljer sig religionerna åt i det att människan antingen anses enbart andligen (i sin själ) vara guds avbild eller också guds avbild till både kropp och själ.
Uppfattningen att gud efter skapelsen agerat i historien kallas teism, medan uppfattningen att han inte påverkat världen efter skapelsen kallas deism. Jämför även panteism, som innebär att världen är Gud och panenteism, vilket innebär att världen är en del av Gud. Det besläktade begreppet monolatri betyder att ett folk dyrkar en enda gud men accepterar tanken på att andra folk kan dyrka andra gudar. Flera monoteistiska religioner har först genomgått ett tillstånd av monolatri. Polyteism å sin sida är religiösa system med en (vanligen hierarkisk) mångfald av gudar med olika funktioner.
Tidiga monoteistiska religioner, som ursprungligen var monolatriska, är zoroastrism, judendom och den soldyrkan farao Akhenaton införde i Egypten. Zarathustra och Akhenaton var förmodligen samtida med varandra. Moses anses inte vara en historisk person och judendomens monoteism kan vara en påverkan från zoroastrism på 500-talet f.Kr.
Om judendomens, kristendomens och islams gud ska uppfattas som samma gud är en kontroversiell fråga. Hinduismen, som egentligen är en samling av närbesläktade religioner med de gemensamma nämnarna att de uppstått på den indiska subkontinenten och främst har sina anhängare bland dagens indiska folk, definieras ibland som polyteistisk. Många hinduer uppfattar emellertid de många gudarna som manifestationer av den enda guden och ses som medel för att förnimma denna svårgripbara och svårdefinierade gud.  Det finns även monoteistisk hinduism där Vishnu betraktas som den ende guden och Krishna som dennes fulländade inkarnation eller avatar. Bhakti är detsamma som villkorslös monoteism.

## Monoteistiska religioner
- Ayyavazhi
- Bahá'í – De bahá'í-troende anser också att Gud är en, odelbar. Manifestationen (Zarathustra, Mose, Jesus, Muhammed, Abraham Bahá'u'lláh m.fl)  är den fullkomliga människan; vanligtvis är hon Guds budbärare (fläckfria speglar som återger ljuset från den andliga solen), men i vissa ögonblick kan hon vara så uppfylld av Gud att de är ett på en själslig nivå.. [2]
- Bhakti
- Cao Dai
- Drusisk religion
- Islam - Tawhid (arabiska) är ett begrepp inom islamisk troslära för tron på en odelbar gud.
- Judendom
- Kristendom – Den majoritet av de kristna som förespråkar treenighetsläran (trinitarisk teologi) hävdar att en och samma gud har tre inre värden eller egenskaper, och menar alltså att kristendomen är en monoteistisk religion. Judar, muslimer och antitrinitariska kristna anser däremot att en kristendom där Gud och Jesus bevisligen samtidigt befunnit sig på olika platser måste vara polyteistisk. Eftersom alla dessa religioner har egna skrifter med tolkningar av Jesu natur kan de trots allt erkänna Jesus som Guds sändebud och att Jesus lära i grunden är monoteistisk, dock feltolkad av majoriteten kristna. Engudsläran är inom kristendomen en mindre riktning som utgår från att Gud är odelbar och inte tre i en.
- Mandeism
- Rastafari
- Samaritansk religion
- Sikhism
- Yarsanism
- Zoroastrism – Zarathustra, som kan ha levt redan på 1600-talet f.Kr. anses ha vänt sig mot de många kulter med djuroffer och fruktbarhetsriter som förekom. Det tog många år innan han fick gehör för sin kamp mot vidskepelse och för monoteism, men när någon till slut lyssnade var det en kung i ett rike ganska långt ifrån Zarathustras hemtrakter. Mazdaism är ett namn för den väg som huvudfåran av zoroastrismen tog. Zoroastrismen är än i dag utpräglat monolatrisk.

Folklig hinduism kan ha polyteistiska drag, men de fyra stora populära formerna av elithinduism kan ses monoteistiska, d.v.s. tillämpar bhakti. Dessa är:
- Vaishnavism
- Shaivism
- Shaktism
- Vedanta (eller Smarta sampradaya)